# Сайто Тацуру
Тацуру Сайто (8 березня 2002, Осака, Японія) — японський дзюдоїст, срібний призер Олімпійських ігор 2024 року, дворазовий чемпіон світу.

## Виступи на Олімпіадах
| Олімпіада  | Дисципліна      | Місце |
| ---------- | --------------- | ----- |
| Париж 2024 | понад 100 кг    | 5     |
| Париж 2024 | змішана команда | 2     |